# Лужение
Луже́ние — нанесение тонкого слоя расплавленного припоя на поверхность металлических (прежде всего стальных и железных) изделий. Лужение производится для защиты металла от коррозии или для подготовки к пайке (лужёная поверхность лучше смачивается припоем). Для лужения, например, медных проводов, сначала их покрывают флюсом (например, канифолью или паяльной кислотой), а затем паяльником наносят припой, пока поверхности не станут характерного серебристого цвета.

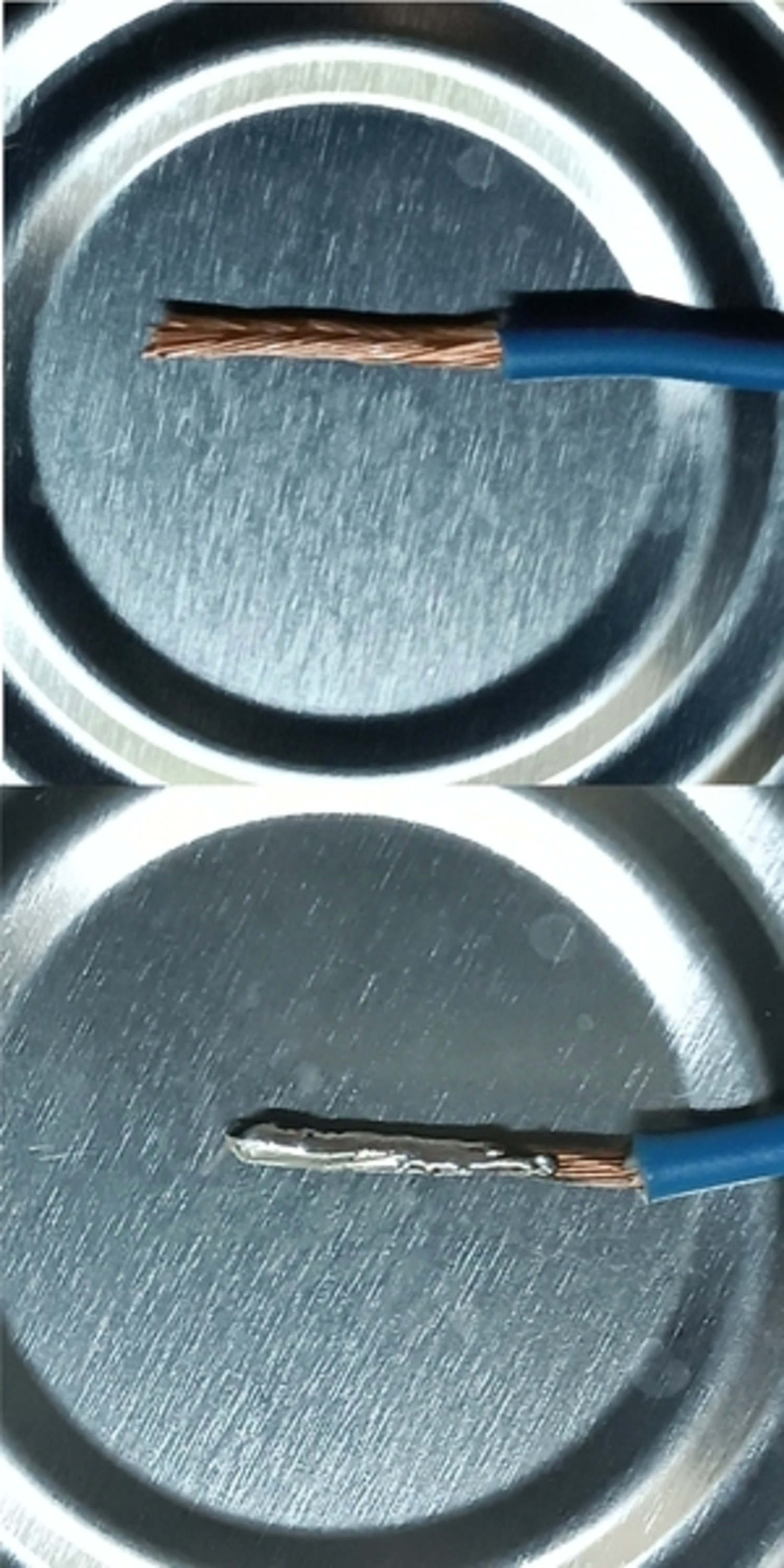
Медный электрический провод до (вверху) и после лужения (внизу)

При низкой температуре луженные изделия чистым оловом оказываются подвержены оловянной чуме и требуют повторного лужения. Лужение типовыми оловянно-свинцовыми припоями таким недостатком не обладает, так как в них отсутствует подобное сильное изменение кристаллической решетки.
Луженые листы стали называются белой жестью.

## История
Мастеров называли лудильщиками. Это ремесло известно с древности. Некоторое время оно процветало в Богемии, но затем, около 1620 года, распространилось и в Саксонии. Тогда же, в 1620-е годы, наблюдался всплеск интереса к лужению в Англии. В России XIX—XX веков этим делом вплоть до исчезновения спроса на него занимались цыгане-котляры.